# Eamonn O'Keefe
Eamonn Gerard O'Keefe (Manchester, 13 ottobre 1953) è un allenatore di calcio ed ex calciatore inglese naturalizzato irlandese, di ruolo attaccante.

## Carriera

### Club
Fra il 1979 ed il 1982 ha giocato in Premier League, collezionando 40 presenze con la maglia dell'Everton e segnando 6 reti.

### Nazionale
Ha esordito con la Nazionale irlandese il 24 febbraio 1981 disputando l'amichevole persa 3-1 contro il Galles.
Con la Nazionale irlandese ha disputato in totale 5 incontri ufficiali fra il 1981 ed il 1985, segnando una rete.

## Statistiche
Statistiche aggiornate al 27 Dicembre 2018.

### Cronologia presenze e reti in nazionale

#### Under-21
| Cronologia completa delle presenze e delle reti in nazionale ― Irlanda under 21 | Cronologia completa delle presenze e delle reti in nazionale ― Irlanda under 21 | Cronologia completa delle presenze e delle reti in nazionale ― Irlanda under 21 | Cronologia completa delle presenze e delle reti in nazionale ― Irlanda under 21 | Cronologia completa delle presenze e delle reti in nazionale ― Irlanda under 21 | Cronologia completa delle presenze e delle reti in nazionale ― Irlanda under 21 | Cronologia completa delle presenze e delle reti in nazionale ― Irlanda under 21 | Cronologia completa delle presenze e delle reti in nazionale ― Irlanda under 21 |
| Data                                                                            | Città                                                                           | In casa                                                                         | Risultato                                                                       | Ospiti                                                                          | Competizione                                                                    | Reti                                                                            | Note                                                                            |
| ------------------------------------------------------------------------------- | ------------------------------------------------------------------------------- | ------------------------------------------------------------------------------- | ------------------------------------------------------------------------------- | ------------------------------------------------------------------------------- | ------------------------------------------------------------------------------- | ------------------------------------------------------------------------------- | ------------------------------------------------------------------------------- |
| 5-6-1983                                                                        | Tolone                                                                          | Francia under 21                                                                | 1 – 1                                                                           | Irlanda under 21                                                                | Torneo di Tolone                                                                | -                                                                               |                                                                                 |
| 7-6-1983                                                                        | Hyères                                                                          | Argentina under 21                                                              | 1 – 0                                                                           | Irlanda under 21                                                                | Torneo di Tolone                                                                | -                                                                               |                                                                                 |
| 9-6-1983                                                                        | Tolone                                                                          | Unione Sovietica under 21                                                       | 1 – 0                                                                           | Irlanda under 21                                                                | Torneo di Tolone                                                                | -                                                                               |                                                                                 |
| 11-6-1983                                                                       | Six-Fours-les-Plages                                                            | Cina under 21                                                                   | 1 – 5                                                                           | Irlanda under 21                                                                | Torneo di Tolone                                                                | 4                                                                               | ?’                                                                              |
| Totale                                                                          |                                                                                 | Presenze                                                                        | 4                                                                               |                                                                                 | Reti                                                                            | 4                                                                               |                                                                                 |

#### Nazionale maggiore
| Cronologia completa delle presenze e delle reti in nazionale ― Irlanda | Cronologia completa delle presenze e delle reti in nazionale ― Irlanda | Cronologia completa delle presenze e delle reti in nazionale ― Irlanda | Cronologia completa delle presenze e delle reti in nazionale ― Irlanda | Cronologia completa delle presenze e delle reti in nazionale ― Irlanda | Cronologia completa delle presenze e delle reti in nazionale ― Irlanda | Cronologia completa delle presenze e delle reti in nazionale ― Irlanda | Cronologia completa delle presenze e delle reti in nazionale ― Irlanda |
| Data                                                                   | Città                                                                  | In casa                                                                | Risultato                                                              | Ospiti                                                                 | Competizione                                                           | Reti                                                                   | Note                                                                   |
| ---------------------------------------------------------------------- | ---------------------------------------------------------------------- | ---------------------------------------------------------------------- | ---------------------------------------------------------------------- | ---------------------------------------------------------------------- | ---------------------------------------------------------------------- | ---------------------------------------------------------------------- | ---------------------------------------------------------------------- |
| 24-2-1981                                                              | Dublino                                                                | Irlanda                                                                | 1 – 3                                                                  | Galles                                                                 | Amichevole                                                             | -                                                                      |                                                                        |
| 3-6-1984                                                               | Sapporo                                                                | Cina                                                                   | 0 – 1                                                                  | Irlanda                                                                | Kirin Cup                                                              | 1                                                                      | 57’                                                                    |
| 8-8-1984                                                               | Dublino                                                                | Irlanda                                                                | 0 – 0                                                                  | Messico                                                                | Amichevole                                                             | -                                                                      |                                                                        |
| 12-9-1984                                                              | Dublino                                                                | Irlanda                                                                | 1 – 0                                                                  | Unione Sovietica                                                       | Qual. Mondiali 1986                                                    | -                                                                      | 82’                                                                    |
| 26-3-1985                                                              | Londra                                                                 | Inghilterra                                                            | 2 – 1                                                                  | Irlanda                                                                | Amichevole                                                             | -                                                                      | 80’                                                                    |
| Totale                                                                 |                                                                        | Presenze                                                               | 5                                                                      |                                                                        | Reti                                                                   | 1                                                                      |                                                                        |

## Palmarès
- Northern Premier League: 1

Mossley: 1978-1979
- League of Ireland Cup: 1

Cork City: 1987-1988